# Toronto (Durham)
Toronto – wieś w Anglii, w hrabstwie Durham. Leży 14 km na południowy zachód od miasta Durham i 367 km na północ od Londynu.